# Tsilkani
Tsilkani (en georgiano: წილკანი) es un pueblo en el centro de Georgia, ubicada en el sur de la región de Mtsjeta-Mtianeti y siendo parte del municipio de Mtsjeta. El lugar alberga una de las sedes de la eparquía de Tsilkani y Dusheti.  

## Geografía
Tsilkani está situado en el valle de Kartli, una famosa región vinícola, a 10 km de Mtsjeta.

## Historia
El pueblo es uno de los centros del nacimiento del cristianismo en Georgia. Las excavaciones en Tsilkani descubrieron una iglesia paleocristiana de los siglos II-III, cuya construcción se atribuye al hijo de Mirian III de Iberia (primer rey cristiano de Georgia), Bakar. En el siglo V se convirtió en el centro de la eparquía de Tsilkani.  En el siglo VI, Jesé, uno de los trece padres asirios, llevó a cabo aquí sus actividades. En el siglo VIII, el territorio estaba rodeado por murallas y en los siglos VIII y IX, el control de Tsilkani alternaba entre el reino de Iberia y el de Kajetia.
En los siglos XVII y XVIII, Tsilkani se vio muy afectado por los Taresh de los turcos, kizilbash y especialmente los lezguinos. En 1770, Tsilkani era considerada una ciudad y en ella vivían 700 familias.
En 1801, se estableció cerca del pueblo una estación al borde de la carretera en la carretera militar georgiana. 
El 17 de junio de 1918 comenzó en Tsilkani el levantamiento de los campesinos de Dusheti. 

## Demografía
La evolución demográfica de Tsilkani entre 1911 y 2014 fue la siguiente:
| 1252                                            | 2767 | 3590 |
| (Fuente: Population of Georgia in Soviet times) |      |      |

Según el censo de 2014, los georgianos constituían el 98,3% de la población local.

## Infraestructura

### Arquitectura, monumentos y lugares de interés
En el pueblo se encuentra la catedral de Tsilkani, construida por primera vez en el siglo IV y reformada a lo largo de su historia. El templo alberga el icono de la Madre de Dios Tsilkan y la tumba de San Jesé de Tsilkani.

### Educación
Hay una escuela en el pueblo. 

### Transporte
La carretera militar georgiana pasa cerca del pueblo.

## Galería

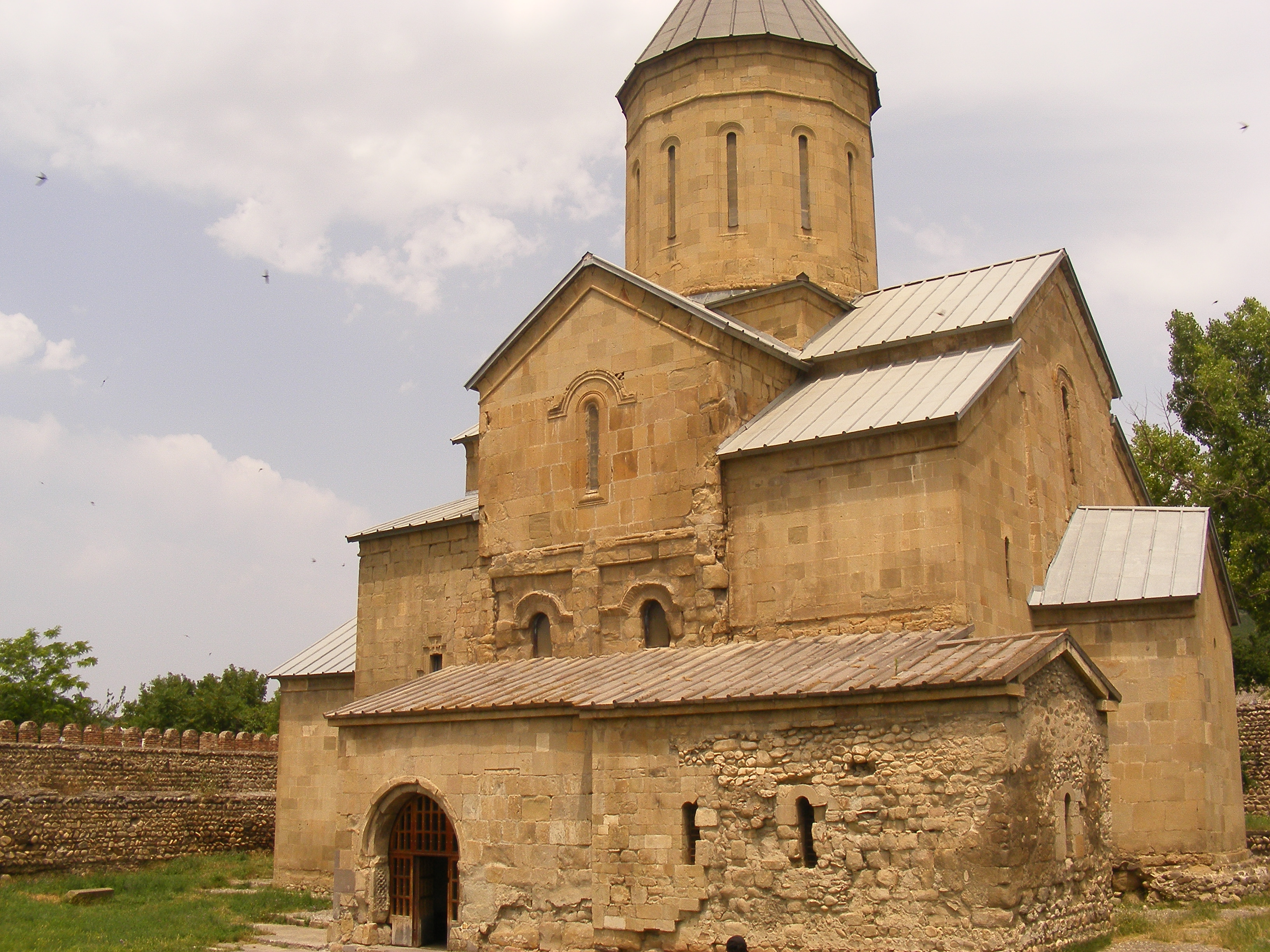
Catedral de Tsilkani
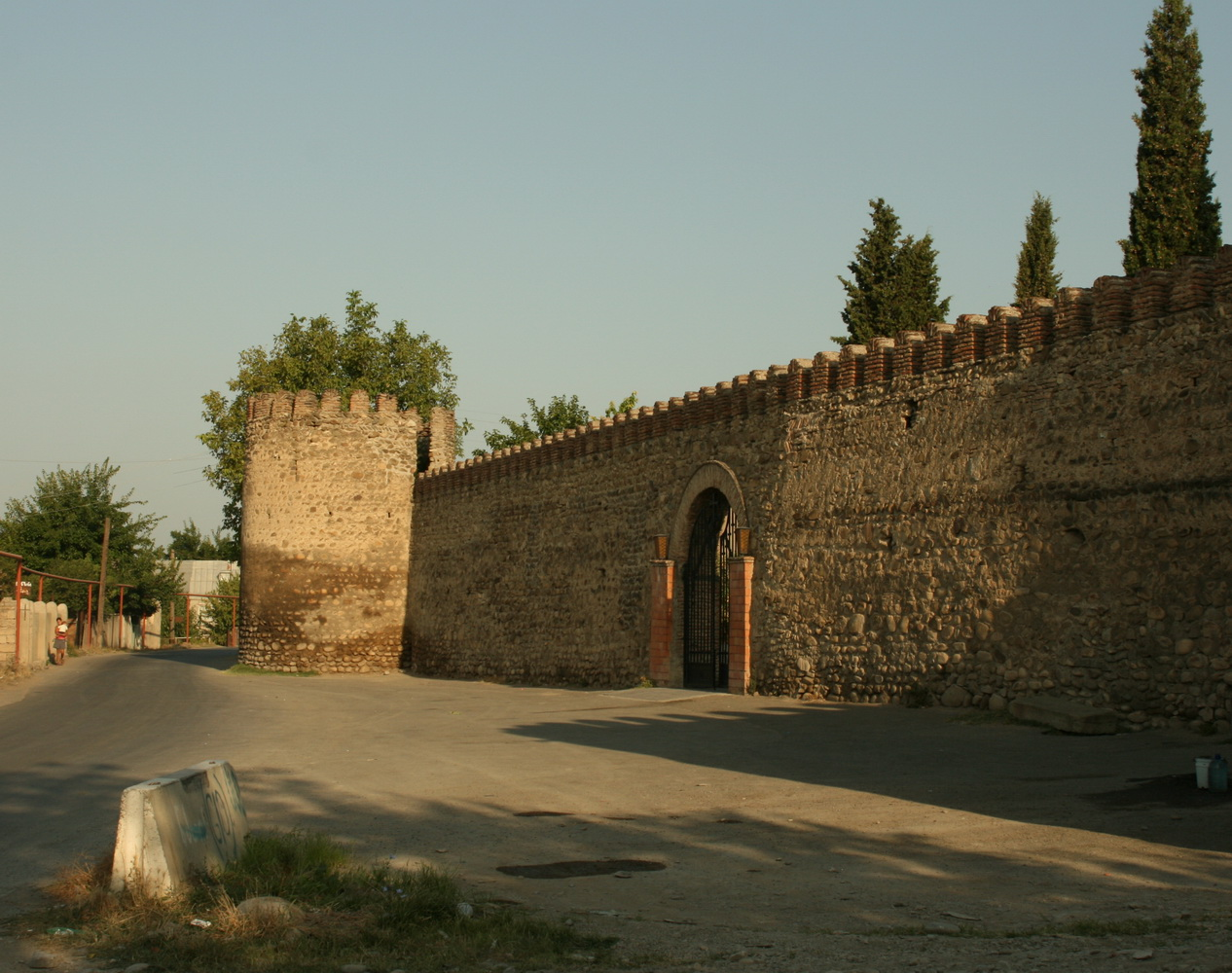
Fortaleza que protege a la catedral
Tumba de San Jesé de Tsilkani